# Eupithecia albigutta
Eupithecia albigutta là một loài bướm đêm trong họ Geometridae.